# Petraliella
Petraliella is een mosdiertjesgeslacht uit de familie van de Petraliidae en de orde Cheilostomatida. De wetenschappelijke naam ervan is in 1927 voor het eerst geldig gepubliceerd door Ferdinand Canu en Ray Smith Bassler.

## Soorten
- Petraliella africana (Cook, 1967)
- Petraliella bisinuata (Smitt, 1873)
- Petraliella buski Stach, 1936
- Petraliella concinna (Hincks, 1891)
- Petraliella crassocirca (Canu & Bassler, 1929)
- Petraliella dentilabris (Ortmann, 1892)
- Petraliella dorsiporosa (Busk, 1884)
- Petraliella elongata Canu & Bassler, 1929
- Petraliella globulata Chae, Kil & Seo, 2016
- Petraliella intermediata Gordon, 1984
- Petraliella magna (d'Orbigny, 1852)
- Petraliella marginata Canu & Bassler, 1928
- Petraliella megafera Guha & Gopikrishna, 2007
- Petraliella serratilabrosa (Harmer, 1957)
- Petraliella snelliusi (d'Hondt, 1983)
- Petraliella umbonata Okada & Mawatari, 1937

Niet geaccepteerde soorten:
- Petraliella chuakensis  Waters, 1913 → Petraliella dentilabris (Ortmann, 1892)
- Petraliella hastingsae (Stach, 1936) → Petraliella dentilabris (Ortmann, 1892)
- Petraliella vultur (Hincks, 1882) → Mucropetraliella vultur (Hincks, 1882)